# El Chanquete
El Chanquete es un barrio litoral perteneciente al distrito Este de la ciudad andaluza de Málaga, España. Según la delimitación oficial del ayuntamiento, limita al norte con el barrio de Playa Virginia; al este, con el barrio de El Candado; al oeste con el barrio de Playas del Palo; y al sur, con el mar.

## Transporte
En autobús está conectado al resto de la ciudad mediante las siguientes líneas de la EMT: 
| Línea | Trayecto                | Recorrido | Frecuencia |
| ----- | ----------------------- | --------- | ---------- |
| 29    | Jarazmín - El Palo      | Recorrido | 60 minutos |
| N1    | Puerta Blanca - El Palo | Recorrido | 25 minutos |

Líneas de autobús interurbano adscritas al Consorcio de Transporte Metropolitano del Área de Málaga:
| Líneas interurbanas | Líneas interurbanas                        | Líneas interurbanas  | Líneas interurbanas |
| Línea               | Trayecto                                   | Recorrido y Horarios | Plano               |
| ------------------- | ------------------------------------------ | -------------------- | ------------------- |
| M-160               | Málaga-Rincón de la Victoria-Cotomar       | Recorrido y Horarios | Plano               |
| M-161               | Málaga-Totalán                             | Recorrido y Horarios | Plano               |
| M-163               | Málaga-Los Rubios                          | Recorrido y Horarios | Plano               |
| M-260               | Málaga-Vélez Málaga (por Torre Benagalbón) | Recorrido y Horarios | Plano               |
| M-261               | Málaga-Benagalbón-Moclinejo                | Recorrido y Horarios | Plano               |
| M-262               | Málaga-Benagalbón-Almáchar                 | Recorrido y Horarios | Plano               |
| M-362               | Málaga-Nerja (por Torre Benagalbón)        | Recorrido y Horarios | Plano               |
| M-363               | Málaga-Torrox (por Torre Benagalbón)       | Recorrido y Horarios | Plano               |
| M-364               | Málaga-Periana (por Torre Benagalbón)      | Recorrido y Horarios | Plano               |
| M-365               | Málaga-Riogordo (por Torre Benagalbón)     | Recorrido y Horarios | Plano               |